# 金旼榮
金旼榮（韓語：김민영，1990年4月2日—），艺名Ellin（엘린），韩国女子偶像组合Crayon Pop成员，在队内担任门面、副唱、領舞、領饒舌。有“Crayon Pop的隐藏王牌”的称号。

## 主要作品

### 参演微电影
| 上映日期 | 電影名稱 | 角色  | 拍摄地点 | 合作演员                                        |
| 2012年   | 咖喱校园 | Ellin | 杭州     | 水果茶组合、Crayon Pop其他成员（除Way）、SeRang |

### 参演MV
| 年份   | MV                           | 歌手   | 合作演員 | 官方影片 |
| 2013年 | 《Attraction》               | Bumkey |          |          |
| 2014年 | 《什么也不知道(Good To Go)》 | K-Much |          |          |

### 发行写真
| 日期         | 名称                        |
| 2014年2月4日 | 《Crayon Pop In Australia》 |

### 综艺节目

#### 个人出演
| 年份   | 電視台 / 節目名稱  | 集數  |
| 2013年 | MBC / All The Kpop | 共5集 |

#### 团体出演

##### CPTV官方製作網路節目
| 年份          | 節目名稱             | 集數                                                                      |
| 2012年-2013年 | Crayon Pop TV 第一季 | 共10集。未包含2012年12月16日之線上試播版。正式第1集於2012年12月30日製播。 |
| 2013年-2014年 | Crayon Pop TV 第二季 | 目前播至第10集、外加一集「香港特輯」。                                    |

「Crayon Pop TV」是由經紀公司所獨立製作之網路線上節目，初期嘗試以線上直播方式與歌迷即時互動並以聊天型式來錄製節目，讓歌迷更瞭解CRAYON POP。接著又加入以記錄團員生活、街頭突擊表演、成長學習、玩樂趣事、跑行程時的幕後花絮等紀錄，有時亦會由團員自行手持DV掌鏡拍攝。每集均會上傳至經紀公司所開設的官方Youtube帳號內供歌迷們收看。該節目的製播為時下韓國藝人經紀公司少見之創舉，不同於電視、電台等傳統形式之傳播管道進而改以網路方式來與歌迷接觸。

##### 電視節目
| 年份           | 電視台 | 節目名稱                   | 集數  |
| 2013年         | MBC    | Crayon Pop五顏六色成長日記 | 共3集 |
| 2013年         | KBS    | 野生的發現（）             | 共2集 |
| 2013年11月26日 | QTV    | 殷熙商談所                 | 第1集 |
| 2014年         | MBC    | 藝人住我家2（우리집에 연예인이 산다2）            | 共2集 |

## 外部連結
- 金旼榮的Instagram帳戶
- 金旼榮的Youtube頻道 （页面存档备份，存于）